# Direkte Bundessteuer

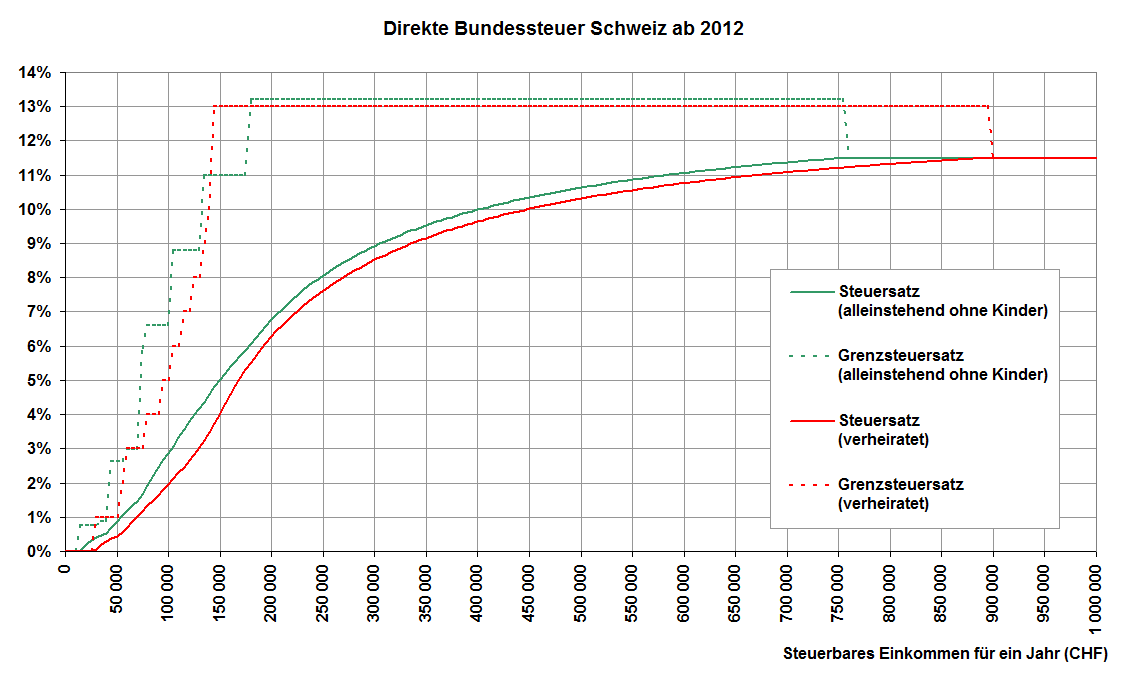
Steuersätze bei der direkten Bundessteuer 2012

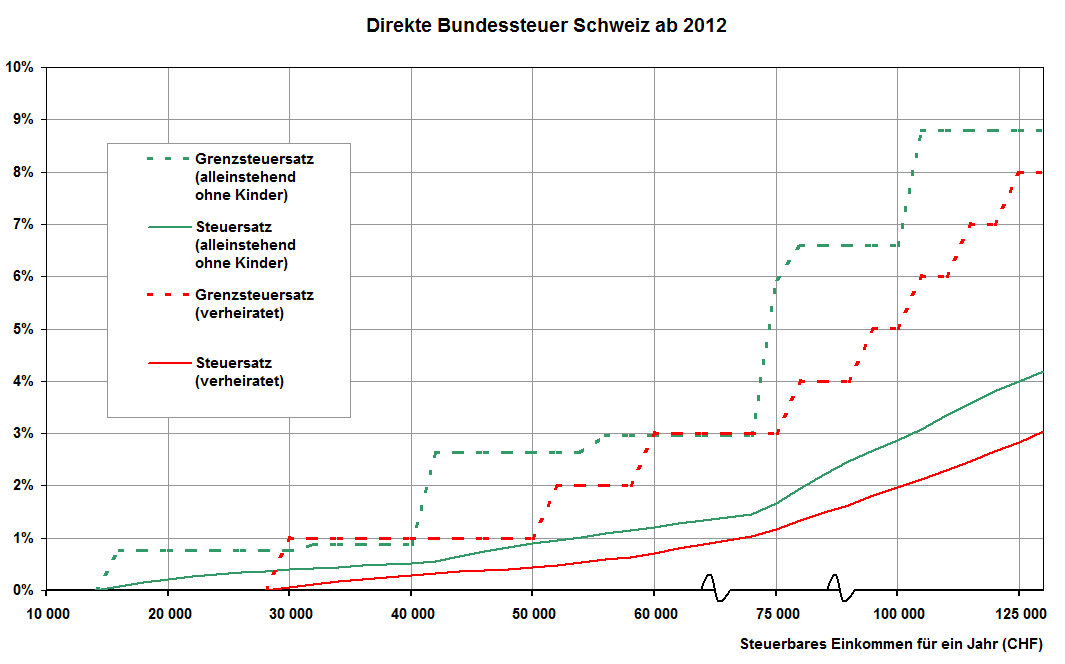
Steuersätze 2012 für Einkommen bis 125'000 CHF

Unter der direkten Bundessteuer versteht man eine in der Schweiz vom Bund auf Einkommen von natürlichen Personen und auf Gewinn von juristischen Personen erhobene Steuer. Rechtsgrundlage ist das Bundesgesetz über die direkte Bundessteuer (abgekürzt «DBG»). Die verfassungsrechtliche Grundlage ist Art. 128 der Bundesverfassung. Das Recht des Bundes besteht aufgrund der föderalistischen Struktur der Schweiz und ihres Steuersystems jedoch stets nur zeitlich begrenzt, aktuell bis Ende 2035 (Art. 196 Ziff. 13 Bundesverfassung). Nach der Mehrwertsteuer ist die direkte Bundessteuer gegenwärtig die zweitwichtigste Einnahmequelle des Bundes.

## Geschichte
Der Bund erhebt erst seit 1915 direkte Steuern auf das Einkommen und das Vermögen. Nachdem der Bundesstaat ab seiner Gründung 1848 vorab aus Zolleinnahmen finanziert worden war, wurden mit dem Ersten Weltkrieg zusätzliche Einnahmen nötig. In den Jahren 1916 und 1917 erhob der Bundesstaat deshalb eine «Kriegssteuer». 1921 bis 1932 hiess die Abgabe «ausserordentliche Kriegssteuer», im Zuge der Weltwirtschaftskrise ab 1934 «Krisenabgabe» und nach Ausbruch des Zweiten Weltkriegs schliesslich «Wehrsteuer».
Der Versuch der Sozialdemokratischen Partei nach dem Ersten Weltkrieg, die Steuer per Volksinitiative in der Bundesverfassung zu verankern, scheiterte in der Volksabstimmung im Jahr 1918. Wirklichkeit wurde dies dann mit der Volksabstimmung vom 11. Mai 1958. Seitdem ist die direkte Bundessteuer in Art. 128 der Bundesverfassung geregelt.
Bei der Abstimmung vom 4. März 2018 ging es um die neunte Verlängerung, die von der Stimmbevölkerung und den Ständen mehrheitlich genehmigt wurde.
```
Übersicht über erhobene Bundessteuern im Zeitablauf
[
4
]

seit 1849: 
Zölle

seit 1878: 
Wehrpflichtersatzabgabe
 (früher Militärpflichtersatz)
seit 1887: 
Besteuerung der gebrannten Wasser

1915–1920: Kriegsgewinnsteuer
1916–1917: Kriegssteuer
seit 1918: 
Eidgenössische Stempelabgaben

1921–1932: Neue ausserordentliche Kriegssteuer
seit 1933: 
Tabaksteuer

seit 1934: Getränkesteuer (
Biersteuer
)
1934–1940: Eidgenössische Krisenabgabe
1939–1946: Kriegsgewinnsteuer
1940–1942: Einmaliges Wehropfer
seit 1941: Direkte Bundessteuer (vor 1983: 
Wehrsteuer
)
seit 1941: 
Mehrwertsteuer
 (vor 1995: Warenumsatzsteuer)
1941–1945: Auswanderer-Wehrbeitrag
1941–1954: 
Ausgleichssteuer

1942–1959: 
Luxussteuer

seit 1944: 
Verrechnungssteuer

1945–1947: Neues Wehropfer
seit 1997: 
Mineralölsteuer
 und 
Automobilsteuer
 (früher Fiskalzölle)
seit 2000: 
Spielbankenabgabe
```

## Grundsätzliche Funktionsweise
Die direkte Bundessteuer ist eine nach den Grundsätzen des Leistungsfähigkeitsprinzips gestaltete Steuer, welche an den Reinvermögenszugängen einer Person anknüpft.
Der Bund erhebt sie als
- Einkommensteuer von den natürlichen Personen,
- Gewinnsteuer von den juristischen Personen,
- Quellensteuer auf das Einkommen bestimmter natürlicher und juristischer Personen (Art. 1 DBG)

Ihr unterliegen natürliche Personen mit ihrem Welteinkommen, wenn sie ihren steuerrechtlichen Wohnsitz oder Aufenthalt in der Schweiz haben («persönliche Zugehörigkeit»). Dabei sind grundsätzlich alle wiederkehrenden und einmaligen Einkünfte steuerrelevant. Steuerpflichtig kann man ebenfalls werden, wenn sich Einkunftsquellen in der Schweiz befinden («wirtschaftliche Zugehörigkeit»).
Juristische Personen sind grundsätzlich dann aufgrund ihrer persönlichen Zugehörigkeit gewinnsteuerpflichtig, wenn sich ihr Sitz oder ihre tatsächliche Verwaltung in der Schweiz befindet. Gegenstand der Gewinnsteuer ist der Reingewinn, der sich aus dem handelsrechtlichen Geschäftsabschluss mit Bilanz und Erfolgsrechnung ergibt. Auch kann sich, wie bei natürlichen Personen, eine Steuerpflicht aus der wirtschaftlichen Zugehörigkeit ergeben.
Ausländische Arbeitnehmer, welche die fremdenpolizeiliche Niederlassungsbewilligung («C-Ausweis») nicht besitzen, in der Schweiz jedoch steuerrechtlichen Wohnsitz oder Aufenthalt haben und andere natürliche oder juristische Personen ohne steuerrechtlichen (Wohn-)Sitz oder gewöhnlichen Aufenthalt in der Schweiz, werden für ihr Schweizer Einkommen einem Steuerabzug an der Quelle unterworfen.

## Besonderheiten
Für natürliche Personen sind Kapitalgewinne im Privatvermögen, also Gewinne aus dem Verkauf des Vermögens, steuerfrei (Art. 16 Abs. 3 DBG). Beispiel: Der Verkauf von Wertschriften im Privatvermögen mit Gewinn.

## Verfahren
Die Steuer wird von den Kantonen unter Aufsicht des Bundes verwaltet.
Die Steuerpflichtigen müssen jährlich eine Erklärung über ihr im Vorjahr bezogenes Einkommen einreichen («Postnumerando-System»). Die Steuerbehörde prüft die Steuererklärung und stellt die massgeblichen Grössen förmlich mit einer Veranlagungsverfügung fest. Gegen diese Verfügung kann der Steuerpflichtige innert 30 Tagen nach Zustellung Einsprache erheben.

## Kantons- und Gemeindesteuern
Aus Art. 134 Bundesverfassung ergibt sich, dass die Kantone und Gemeinden außerhalb der Mehrwertsteuer, der besonderen Verbrauchssteuern, der Stempelsteuer und der Verrechnungssteuer eine eigene Ertragshoheit besitzen. 
Deshalb gibt es Kantonssteuern und Gemeindesteuern. Aus der Gliederung in Bund, Kantone und Gemeinden ergibt sich folgende Ertragshoheit:
| Steuerhoheit          | direkte Steuer                                                                             | indirekte Steuer                                                                                    |
| --------------------- | ------------------------------------------------------------------------------------------ | --------------------------------------------------------------------------------------------------- |
| Direkte Bundessteuern | Einkommensteuer, Quellensteuer, Stempelsteuer, Verrechnungssteuer, Wehrpflichtersatzabgabe | Biersteuer, Mehrwertsteuer, Mineralölsteuer, Spielbankenabgabe, Tabaksteuer, Steuer auf Spirituosen |
| Kantonssteuern        | Einkommensteuer, Vermögenssteuer, Erbschaftssteuer, Schenkungsteuer, Liegenschaftssteuer   | Motorfahrzeugsteuer, Stempelsteuer, Billettsteuer                                                   |
| Gemeindesteuern       | Einkommensteuer, Vermögenssteuer, Kopfsteuer/Personalsteuer, Liegenschaftssteuer           | Sackgebühr, Abwassergebühr, Hundesteuer, Billettsteuer                                              |

Direkte Steuern werden auf Einkommen, Vermögen und Kapitalertrag erhoben, indirekte Steuern belasten den Verbrauch (etwa Kraftstoff), Besitz (Kraftfahrzeug) oder den Aufwand (Sackgebühr).